# Numerio Fabio Vibulano
Numerio Fabio Vibulano  fue un político y militar romano del siglo V a. C. perteneciente a la gens Fabia. Tito Livio le da el praenomen Cneo.

## Familia
Fabio fue miembro de los patricios Fabios Vibulanos, la familia más antigua de la gens Fabia. Fue hijo de Quinto Fabio Vibulano y hermano de Marco Fabio Vibulano y Quinto Fabio Vibulano.

## Carrera pública
Siendo cónsul en el año 421 a. C. presentó con su colega, Tito Quincio Capitolino Barbato, una propuesta para añadir dos miembros al colegio de cuestores con la tarea de asistir a los cónsules en el ejercicio de sus funciones militares. Los tribunos de la plebe trataron de que fueran de condición plebeya, a lo que se opuso el Senado en pleno. La propuesta fue finalmente retirada.
Fue elegido tribuno consular en el año 415 a. C., durante el cual se produjo un desbordamiento del Tíber en territorio de los veyentes y el Senado rechazó emprender guerra alguna por escrúpulos religiosos. El tribuno de la plebe Lucio Decio propuso enviar colonos a Labicum, pero fue vetado por sus colegas. Obtuvo un segundo tribunado consular en el año 407 a. C., cuando se produjo la pérdida de la guarnición de Verrugo y el fin de la tregua con Veyes, aunque los romanos no emprendieron acciones punitivas contra esta ciudad.